# 高雄拍

高雄拍是高雄市電影館與高雄市政府文化局於2013年提出的短片獎助計畫，當年入選作品將會在隔年的高雄電影節期間首映。

## 簡介
高雄拍是高雄市電影館以打造高雄成為台灣短片基地為目標，鼓勵短片創作並發掘適合新媒體（網路、行動等）傳播與映演之創新作品，所提出的短片獎助計劃，立意於打破規範、打破界限、打破陳腔濫調，強調短片影像美學之創新與新媒體應用，鼓勵影像創作人才進駐高雄市，以高雄為發想及創作場域，影像創作不拘形式、主題，盡情揮灑創意、展現在地特色。入選短片會在高雄電影節期間以「高雄拍」單元中全臺首映。

## 歷屆入選影片
| 年份   | 屆次       | 影片                       | 導演     |
| ------ | ---------- | -------------------------- | -------- |
| 2013年 | 第十三屆   | 《小清新大爆炸》           | 徐漢強   |
| 2013年 | 第十三屆   | 《毛豆先生》               | 章大中   |
| 2013年 | 第十三屆   | 《戒菸》                   | 陳永錤   |
| 2013年 | 第十三屆   | 《更好的明天》             | 廖敬堯   |
| 2013年 | 第十三屆   | 《夏日記事》               | 黃丹琪   |
| 2013年 | 第十三屆   | 《海上皇宮》               | 趙德胤   |
| 2013年 | 第十三屆   | 《海倫他媽》               | 黃靖閔   |
| 2013年 | 第十三屆   | 《尋找木柵女》             | 鄭立明   |
| 2013年 | 第十三屆   | 《蜉蝣》                   | 李佳玲   |
| 2014年 | 第十四屆   | 《凡凡:Fan Fan》           | 劉家欣   |
| 2014年 | 第十四屆   | 《大佛》                   | 黃信堯   |
| 2014年 | 第十四屆   | 《手機》                   | 蔡幸諺   |
| 2014年 | 第十四屆   | 《毛毛雨》                 | 練建宏   |
| 2014年 | 第十四屆   | 《保全員之死》             | 程偉豪   |
| 2014年 | 第十四屆   | 《復仇》                   | 莊絢維   |
| 2014年 | 第十四屆   | 《黑夜來臨》               | 張凱智   |
| 2014年 | 第十四屆   | 《慢跑之中》               | 陳永錤   |
| 2014年 | 第十四屆   | 《噬心魔》                 | 謝庭菡   |
| 2014年 | 第十四屆   | 《犧牲之旅》               | 應政儒   |
| 2015年 | 第十五屆   | 《下錨》                   | 吳宗叡   |
| 2015年 | 第十五屆   | 《午休時間》               | 林品君   |
| 2015年 | 第十五屆   | 《我要和你在一起》         | 王天佑   |
| 2015年 | 第十五屆   | 《亞比煞》                 | 葉斯光   |
| 2015年 | 第十五屆   | 《妮雅的門》               | 廖克發   |
| 2015年 | 第十五屆   | 《盲人村》                 | 陳可芸   |
| 2015年 | 第十五屆   | 《深夜海產店》             | 陸慧綿   |
| 2015年 | 第十五屆   | 《給愛麗絲》               | 文二北投 |
| 2015年 | 第十五屆   | 《解離》                   | 蘇明彥   |
| 2015年 | 第十五屆   | 《親像鳥仔》               | 韓修宇   |
| 2016年 | 第十六屆   | 《翔翼》                   | 吳季恩   |
| 2016年 | 第十六屆   | 《老大》                   | 吳曉峰   |
| 2016年 | 第十六屆   | 《活血》                   | 馬森     |
| 2016年 | 第十六屆   | 《亮亮與噴子》             | 李宜珊   |
| 2016年 | 第十六屆   | 《洛基的視線》             | 黃柏蒼   |
| 2016年 | 第十六屆   | 《七歲那年的初次見面》     | 黃駿傑   |
| 2016年 | 第十六屆   | 《空一格，戲院》           | 鄭立明   |
| 2016年 | 第十六屆   | 《阿尼》                   | 鄒隆娜   |
| 2016年 | 第十六屆   | 《梅雨季》                 | 鄭如娟   |
| 2016年 | 第十六屆   | 《好美麗的煙囪啊!》        | 林泰州   |
| 2016年 | 第十六屆   | 《愛在世界末日》           | 蔡宗翰   |
| 2016年 | 第十六屆   | 《小孩不在家》             | 練建宏   |
| 2017年 | 第十七屆   | 《三仔》                   | 黃丹琪   |
| 2017年 | 第十七屆   | 《朵朵嫣紅》               | 藍憶慈   |
| 2017年 | 第十七屆   | 《獨奏》                   | 劉邦耀   |
| 2017年 | 第十七屆   | 《繁花盛開》               | 林涵     |
| 2017年 | 第十七屆   | 《春之夢》                 | 曹仕翰   |
| 2017年 | 第十七屆   | 《海中網》                 | 曾威量   |
| 2017年 | 第十七屆   | 《媽媽的口供》             | 應亮     |
| 2017年 | 第十七屆   | 《臨時工》                 | 許慧如   |
| 2017年 | 第十七屆   | 《VR:全能元神宮改造王》    | 徐漢強   |
| 2017年 | 第十七屆   | 《VR:羽》                  | 廖克發   |
| 2017年 | 第十七屆   | 《VR:左營光影記事》        | 許紘源   |
| 2017年 | 第十七屆   | 《VR:哈瑪星列車》          | 賴冠源   |
| 2017年 | 第十七屆   | 《VR:末班車》              | 邱立偉   |
| 2018年 | 第十八屆   | 《媽媽桌球》               | 莊翔安   |
| 2018年 | 第十八屆   | 《小死亡》                 | 周良柔   |
| 2018年 | 第十八屆   | 《鋼琴課》                 | 楊貽茜   |
| 2018年 | 第十八屆   | 《阿嬤的放屁車》           | 李權洋   |
| 2018年 | 第十八屆   | 《四十四隻石獅子》         | 葉覓覓   |
| 2018年 | 第十八屆   | 《情色小說》               | 林孝謙   |
| 2018年 | 第十八屆   | 《再會！方舟》             | 張軼峰   |
| 2018年 | 第十八屆   | 《雁雁》                   | 楊岸青   |
| 2019年 | 第十九屆   | 《小洋》                   | 王孔澂   |
| 2019年 | 第十九屆   | 《九發子彈》               | 蘇哲賢   |
| 2019年 | 第十九屆   | 《未來奇案》               | 林仕杰   |
| 2019年 | 第十九屆   | 《吳郭魚》                 | 洪靖安   |
| 2019年 | 第十九屆   | 《未來的衝擊》             | 蘇匯宇   |
| 2019年 | 第十九屆   | 《主管再見》               | 林亞佑   |
| 2019年 | 第十九屆   | 《雄雞卡克》               | 謝沛如   |
| 2019年 | 第十九屆   | 《夜車》                   | 謝文明   |
| 2020年 | 第二十屆   | 《降河洄游》               | 朱平     |
| 2020年 | 第二十屆   | 《獸徑》                   | 蔡弦剛   |
| 2020年 | 第二十屆   | 《貓與蒼蠅》               | 曹仕翰   |
| 2020年 | 第二十屆   | 《輕鬆搖擺》               | 郭尚興   |
| 2020年 | 第二十屆   | 《魚路》                   | 莊詠翔   |
| 2020年 | 第二十屆   | 《沒有網路的一天》         | 葉宗軒   |
| 2021年 | 第二十一屆 | 《看海》                   | 林柏瑜   |
| 2021年 | 第二十一屆 | 《神的母親》               | 廖哲毅   |
| 2021年 | 第二十一屆 | 《講話沒有在聽》           | 李念修   |
| 2021年 | 第二十一屆 | 《三月的南國之南》         | 李尚喬   |
| 2021年 | 第二十一屆 | 《赤島》                   | 吳季恩   |
| 2021年 | 第二十一屆 | 《凪》                     | 祝紫嫣   |
| 2021年 | 第二十一屆 | 《菲林之馬》               | 鄭立明   |
| 2021年 | 第二十一屆 | 《喰之女》                 | 中西舞   |
| 2021年 | 第二十一屆 | 《通往世界的起點》         | 陳君典   |
| 2022年 | 第二十二屆 | 《殭屍外公》               | 錢檸     |
| 2022年 | 第二十二屆 | 《食夢者》                 | 張羽樂   |
| 2022年 | 第二十二屆 | 《魍神之夜》               | 蔡旭晟   |
| 2022年 | 第二十二屆 | 《推特事》                 | 丁啟文   |
| 2022年 | 第二十二屆 | 《塑膠情人》               | 馬慧妍   |
| 2022年 | 第二十二屆 | 《春日郊遊》               | 林世菁   |
| 2022年 | 第二十二屆 | 《返來呷飯》               | 龔萬祥   |
| 2022年 | 第二十二屆 | 《二重奏》                 | 蘇珮儀   |
| 2022年 | 第二十二屆 | 《鷺鷥河》                 | 劉琬琳   |
| 2022年 | 第二十二屆 | 《情書》                   | 林宣瀚   |
| 2023年 | 第二十三屆 | 《五福女孩》               | 丁冠濠   |
| 2023年 | 第二十三屆 | 《隔河》                   | 許聖宗   |
| 2023年 | 第二十三屆 | 《再見觸身》               | 楊升豪   |
| 2023年 | 第二十三屆 | 《泳夜》                   | 林柏瑜   |
| 2023年 | 第二十三屆 | 《一點一滴的死》           | 劉純佑   |
| 2023年 | 第二十三屆 | 《長夜》                   | 梁閎凱   |
| 2023年 | 第二十三屆 | 《一個女人生命中的三小時》 | 林宣瀚   |
| 2023年 | 第二十三屆 | 《山雨欲來》               | 莊詠翔   |

## 外部連結
- 高雄拍報名系統 （页面存档备份，存于）
- 高雄市電影館 （页面存档备份，存于）
- 高雄市電影館的Facebook專頁
- 高雄市電影館的Instagram帳戶
- YouTube上的高雄市電影館頻道
- 高雄協拍中心 （页面存档备份，存于）
- 2013高雄電影節│高雄映畫誌：高雄拍
- 2014高雄電影節：高雄短打 高雄拍
- 高雄拍|Kaohsiung Shorts|2016高雄電影節